# Chiesa di San Salvatore in Xenodochio
La chiesa di San Salvatore in Xenodochio era una chiesa di Milano. Situata nella non più esistente Contrada dei Due Muri, fu demolita nel 1814 per fare spazio al Teatro Re.

## Storia
L'area occupata da questa chiesa, dal Coperto dei Figini, dall'isolato di case circostante e da parte dell'attuale piazza del Duomo era occupata in epoca romana da un tempio dedicato a Giove, similmente al Campidoglio a Roma.
Benché la presenza di questa piccola chiesa sia per la prima volta attestata ufficialmente in documenti risalenti al 1398 il Lattuada ne fa risalire le origini all'epoca della costruzione di un brefotrofio o xenodochio, eretto grazie alla volontà dell'arciprete Dateo con fondazione del 22 febbraio dell'anno 787, a cui doveva servire come cappella da cui la titolazione "in Xenodochio". Qui gli orfani esposti o abbandonati dalle loro madri venivano battezzati, curati, allattati, vestiti e si forniva loro vitto e alloggio sino all'età di sette anni; venivano inoltre avviati all'apprendimento di un lavoro. Nel caso in cui non vi fossero fanciulli da accudire, si sarebbero dovuti accogliere poveri e pellegrini.
La chiesa nel XVII secolo veniva descritta come piccola e vecchia: fu quindi rinnovata dal Richini per poi subire pesanti rimaneggiamenti attorno all'anno 1733 agli ambienti interni, dove fu decorata con stucchi dorati nello stile dell'epoca. La chiesa era situata nella contrada dei Due Muri, una via oggi non più esistente per via della sistemazione urbanistica necessaria alla costruzione della Galleria Vittorio Emanuele II, e fu demolita nel 1814 per consentire la costruzione del Teatro Re su progetto di Luigi Cagnola.
La chiesa fu parrocchia dal 1576 al 1787 quando fu unita a quella del Duomo.

## Architettura
La chiesa era ad una sola navata e possedeva tre cappelle, due laterali e una centrale. In una di esse, dedicata a San Cristoforo, era situato lo Sposalizio della Vergine di Panfilo Nuvolone. Questa cappella era particolarmente cara ai poveri ciechi e agli storpi che vi si radunavano portando al collo un medaglione raffigurante il santo che apparentemente li proteggeva dalle molestie che erano soliti subire durante le questue in giro per la città. Nell'altra cappella laterale si trovava un'immagine della Vergine intagliata nel legno. Verso il coro vi era un dipinto raffigurante una Crocifissione con la Vergine e San Giovanni di autore ignoto ma molto antica. Sul pavimento della chiesa si trovava una lapide a mosaico in memoria di Dateo che riportava:
Sancte memento Deus, quia condidit iste Datheus

Hanc Aulam miseris auxilio pueris
I lavori di rifacimento del Richini furono responsabili della nuova facciata ornata con paraste di ordine ionico.
Nel 1733 la chiesa fu restaurata di nuovo ed impreziosita da stucchi dorati. Al tempo era governata da un solo rettore.